# C.198
Tàu 198 là một tàu vận tải quân sự thuộc đoàn tàu không số - Lữ đoàn 125, Quân chủng Hải quân, Quân đội nhân dân Việt Nam.

## Xuất xưởng
Tàu 198 thuộc vào lớp tàu vận tải vỏ sắt đóng tại Xưởng đóng tàu III Hải Phòng (sau là Nhà máy đóng tàu Tam Bạc Lưu trữ ngày 22 tháng 12 năm 2011 tại Wayback Machine).

## Hoạt động
Đầu năm 1967, tàu 198 đã thực hiện được một chuyến vẩn tải thành công.
Ngày 6 tháng 7 năm 1967, tàu 198 do thuyền trưởng Vũ Tấn Ích và Chính trị viên Huỳnh Ngọc Trạch chỉ huy xuất phát từ bến Bính (K20) chở 100 tấn vũ khí vào bến Phổ Hiệp, Quảng Ngãi. Khi đến quần đảo Hoàng Sa, ngày 11 tháng 7, máy bay của Mỹ trong Chiến dịch Market Time phát hiện ra tàu. Chỉ huy chiến dịch Market Time của Mỹ là Charles Stephan ngay lập tức hạ lệnh cho tàu USS Wilhoite (DE-397) đuổi theo tàu. Dù đã thực hiện mọi nỗ lực cải trang, cắt dấu nhưng tàu 198 vào bị theo dõi bằng radar.
Ngày 13 tháng 7, tàu thả neo tạ vùng biển cách Hoàng Sa 50 hải lý tì bắt đầu tiến hành đổ bộ vào bến. Khi đó, lực lượng quân Mỹ ở Đà Nẵng lập tức vạch ra kế hoạch tấn công tàu 198 ở biển Sa Kỳ. 13 giờ 9 phút ngày 14 tháng 7, Mỹ quyết định cử 5 tàu gồm USS Wilhoite (DE-397), USS Gallup (PG-85), USS Walker (DD-517), PCF-79 và USCGC Point Orient (WPB-82319) tham gia cuộc rượt đuổi và vây bắt tàu. Trong đó, chỉ huy tàu USS Wilhoite (DE-397), Charles Stephen, chỉ huy trực tiếp tại hiện trường.
Đêm ngày 14 tháng 7, khi tàu 198 còn cách bến 1 hải lý thì tàu Mỹ bắt đầu tấn công, dùng loa dọa hàng. Con tàu đó mang số hiệu PFC-79. Thủy thủ đoàn vừa chống trả vừa đưa tàu vào bến. Thời điểm đó quân Hàn Quốc cũng bắt đầu đến tấn công. Đến sáng ngày 15 tháng 7, tàu bị mắc cạn.
Trước tình hình trên, thuyền trưởng Vũ Huy Ích quyết định cho thủy thủ rời tàu và hẹn kíp nổ bộc phá để hủy tàu. Tuy nhiên sau đó thuyền phó Phạm Chuyên nghiệp khi đang chuẩn bị kích hỏa thì bị tàu Mỹ bắn trúng hy sinh tại chỗ, còn chính trị viên Huỳnh Ngọc Trạch bị thương nặng khi rời tàu và mất sau đó. Sau một thời gian liên tục bắn phá con tàu bỏ trống, quân Mỹ cử chuyên gia thuốc nổ Eddie Knaup lên tàu cá để vô hiệu hóa hệ thống thuốc nổ trên tàu. 4 giờ 10 phút chiều, tàu cá được kéo về Chu Lai và tới nơi lúc 8 giờ tối. Trên đường kéo về Chu Lai, gió biển khiến khoang dưới tàu bén lửa bốc cháy và Mỹ phải cử người dập lửa.

## Số phận
Sau khi bị kéo về Chu Lai, con tàu được đem về Đà Nẵng. Để giữ bí mật, đặc công quân Giải phóng tại Đà Nẵng đã tấn công phá hủy con tàu.
Tuy con tàu đã bị phá hủy, nhưng một phần vũ khí đã được lấy ra đem về Sài Gòn. Nguyễn Văn Thiệu đã đem một con tàu giả ra trưng bày ở bến Bạch Đằng, Sài Gòn. Còn tàu PCF-79 và bộ phận tham gia vụ vây bắt sau đó được chính quyền Sài Gòn trao thưởng Huân chương tại Đà Nẵng.